# Куп Републике Српске у фудбалу 1993/94.
Куп Републике Српске у фудбалу 1993/94. је прва сезона овог такмичења које се одржава на територији Републике Српске у организацији Фудбалског савеза Републике Српске.
У Купу Републике Српске учествују фудбалски клубови са подручја Републике Српске. Клубови нижег нивоа такмичења морају у оквиру подручних савеза изборити учешће у Купу. Такмичењу се од шеснаестине финала прикључују и клубови из Прве лиге Републике Српске и клубови из Републике Српске који се такмиче у Премијер лиги Босне и Херцеговине.
Парови се извлаче жребом. До полуфинала се игра по једна утакмица, у полуфуналу две а финална утакмица се игра на стадиону одређеном накнадно или се играју две утакмице.
Прво такмичење у Купу Републике Српске је кренуло 3. октобра 1993. године током Одбрамбено отаџбинског рата. Стигле су потом пријаве свих екипа и извлачења парова. Одлучено је да се прва два кола играју регионално, а од трећег кола сви заједно. Укупно се пријавило 112 екипа, од тога 48 у групи Крајина, 6 у Посавини, 20 у Семберија-Мајевица-Бирач, 32 у Сарајевско-романијској регији и 6 у Херцеговини.
У финалу Козара из Градишке је победила екипу Слоге из Добоја након бољег извођења једанаестераца.  Меч је одигран 26. јуна 1994. године на Градском стадиону у Бања Луци, завршен је без голова а Козара је победила Слогу пеналима 7:6.

## Парови и резултати

### 1. коло
Група Крајина
- Утакмице су игране 3. октобра и 10. октобра 1993.[2]

| Бр. ут. | Домаћин              | Резултат                  | Гост                  |
| ------- | -------------------- | ------------------------- | --------------------- |
| 1       | Љубић Прњавор        | 0:2; 0:0 укупно 0:2       | Борац Бања Лука       |
| 2       | Омладинац Бања Лука  | 0:3; 1:1 укупно 1:4       | Борац Козарска Дубица |
| 3       | Слобода Мркоњић Град | 0:5; 0:2 укупно 0:7       | Рудар Приједор        |
| 4       | Младост Гламочани    | 2:2; 1:2 укупно 3:4       | Младост Котор Варош   |
| 5       | Шатор Гламоч         | 3:1; 1:1 укупно 4:3       | Слога Горњи Подградци |
| 6       | Електробосна Јајце   | 3:0; 1:1 укупно 4:1       | Полет Драгочај        |
| 7       | Прогрес Кнежево      | 3:0; 2:2 укупно 5:2       | Чечава                |
| 8       | Грахово              | 1:1; 0:2 укупно 1:3       | Козара Градишка       |
| 9       | Омарска              | 4:0; 3:0 укупно 7:0       | Лауш Бања Лука        |
| 10      | Братство Кључ        | 4:2; 1:4 укупно 5:6       | Омладинац Брестовчина |
| 11      | Младост Бајинци      | 5:3; 0:1 укупно 5:4       | Врбас Бања Лука       |
| 12      | Раднички Рипач       | 1:3; 0:5 укупно 1:8       | БСК Бања Лука         |
| 13      | Грмеч Крупа на Уни   | 2:3; 0:3 укупно 2:6       | Жупа Милосавци        |
| 14      | Борац Дрвар          | 2:4; 2:0 укупно 4:4 (пгг) | Партизан Челинац      |
| 15      | Пролетер Теслић      | 2:0; 0:2 (4:5 Пен.)       | Напријед Бања Лука    |
| 16      | Раван Међеђа         | 0:0; 1:2 укупно 1:2       | Миренал Бања Врућица  |
| 17      | Слога Саничани       | 2:1; 1:1 укупно 3:2       | Младост Петровац      |
| 18      | Гомјеница Приједор   | 1:5; 1:2 укупно 2:7       | Слобода Нови Град     |
| 19      | Вучај Павићи         | 0:10; 1:6 укупно 1:16     | Каран Горња Драготиња |
| 20      | Поткозарје Драгељи   | 0:5; 0:3 пф укупно 0:8    | Лакташи               |
| 21      | Крајишник Рамићи     | 1:3; 3:7 укупно 4:10      | Подгрмеч Сански Мост  |
| 22      | Козара Доњи Орловци  | 7:0; 7:2 укупно 14:2      | Жељезничар Бања Лука  |
| 23      | Слога Србац          | 4:1; 0:0 укупно 4:1       | Лијевче Нова Топола   |
| 24      | Крајина Бања Лука    | 3:0 пф                    | Радник Србобран       |

Група Посавина
| Бр. ут. | Домаћин                 | Резултат               | Гост               |
| ------- | ----------------------- | ---------------------- | ------------------ |
| 1       | Слобода Велика Сочаница | 3:1; 0:3 пф укупно 3:4 | Модрича            |
| 2       | Полет Српски Брод       | 3:0; 0:2 укупно 3:2    | Борац Шамац        |
| 3       | Слога Добој             | 2:0; 1:1 укупно 3:1    | Текстилац Дервента |

Група Семберија Бирач
| Бр. ут. | Домаћин                | Резултат                  | Гост              |
| ------- | ---------------------- | ------------------------- | ----------------- |
| 1       | Рудар Угљевик          | 0:0; 1:1 укупно 1:1 (пгг) | Лединци           |
| 2       | Дрина Зворник          | 7:0; 3:2 укупно 10:2      | Боксит Власеница  |
| 3       | Младост Велика Обарска | 6:0                       | Јединство Роћевић |
| 4       | Братунац               | 0:4; 2:5 укупно 2:9       | Јединство Брчко   |
| 5       | Радник Бијељина        | 3:1; 3:1 укупно 6:2       | Шековићи          |
| 6       | Трновица               | 1:1; 0:3 укупно 1:4       | Пролетер Дворови  |
| 7       | Међашанка Међаши       | 0:8; 0:3 укупно 0:11      | Јединство Бродац  |
| 8       | Пантери Бијељина       | 4:2; 1:5 укупно 5:7       | 4. август Милићи  |
| 9       | Колектив Међаши        | 1:1; 1:0 укупно 2:1       | Синђелић Бијељина |
| 10      | Напредак Доњи Шепак    | 3:1                       | Минерал Козлук    |

Група Сарајевско−романијска
| Бр. ут. | Домаћин                     | Резултат       | Гост                       |
| ------- | --------------------------- | -------------- | -------------------------- |
| 1       | Жељезничар Српско Сарајево  | 9:0            | Игман Илиџа                |
| 2       | Подграб                     | 1:1 (5:4 Пен.) | Војковићи                  |
| 3       | Слобода Љубинићи            | 5:0 *1         | Бојник Српско Сарајево     |
| 4       | Рудар Миљевина              | 1:6            | Гласинац Соколац           |
| 5       | Слога Илијаш                | 5:0            | УНИС Вогошћа               |
| 6       | Дрина Вишеград              | 1:3            | Борац Чекрчићи             |
| 7       | Пролетер Подлугови          | 0:3 пф         | Романија Пале              |
| 8       | Озрен Семизовац             | 3:0 пф         | Враца Српско Сарајево      |
| 9       | Омладинац Доглоди           | 3:0 пф         | Жељезница Трново           |
| 10      | Мисоча                      | 0:3 пф         | ФК Славија Српско Сарајево |
| 11      | Радник Хаџићи               | 3:0 пф         | Лука                       |
| 12      | Рудо                        | 3:0 пф         | Пролетер Српско Сарајево   |
| 13      | Унионинвест Српско Сарајево | 0:3 пф         | Младост Рогатица           |
| 14      | Нови Град Српско Сарајево   | од             | Планинско Хан Пијесак      |
| 15      | Терпентин Добрун            | од             | Пофалићки Српско Сарајево  |
| 16      | Трновица                    | од             | Јахорина Прача             |

Група Херцеговина
| Бр. ут. | Домаћин        | Резултат                  | Гост              |
| ------- | -------------- | ------------------------- | ----------------- |
| 1       | Леотар         | 2:0; 0:3 пр укупно 2:3    | Сутјеска Фоча     |
| 2       | Вележ Невесиње | 2:2; 1:1 укупно 3:3 (пгг) | Херцеговац Билећа |
| 3       | Стакорина      | 0:2; 1:1 укупно 1:3       | Младост Гацко     |

### 2. коло
Група Крајина
- Утакмице су игране 24. октобра и 31. октобра 1993.

| Бр. ут. | Домаћин               | Резултат                      | Гост                  |
| ------- | --------------------- | ----------------------------- | --------------------- |
| 1       | Козара Градишка       | 2:1; 2:0 укупно 4:1           | Младост Котор Варош   |
| 2       | БСК Бања Лука         | 1:1; 3:0 укупно 4:1 пф        | Омладинац Брестовчина |
| 3       | Каран Горња Драготиња | 1:1; 1:2 укупно 2:3           | Напријед Бања Лука    |
| 4       | Електробосна Јајце    | 2:1; 1:2 укупно 2:2 (Пен.)    | Подгрмеч Сански Мост  |
| 5       | Слога Србац           | 4:1; 0:5 укупно 4:6           | Слобода Нови Град     |
| 6       | Борац Козарска Дубица | 4:0; 1:4 укупно 5:4           | Жупа Милосавци        |
| 7       | Шатор Гламоч          | 1:0; 4:1 укупно 5:1           | Слога Саничани        |
| 8       | Прогрес Кнежево       | 4:0; 1:2 укупно 5:2           | Миренал Бања Врућица  |
| 9       | Козара Доњи Орловци   | 3:0; 2:2 укупно 5:2           | Омарска               |
| 10      | Лакташи               | 3:0 пф; 0:3 укупно 3:3 (Пен.) | Крајина Бања Лука     |
| 11      | Рудар Приједор        | 3:2; 3:1 укупно 6:3           | Младост Бајинци       |
| 12      | Борац Бања Лука       | 3:1; 1:2 укупно 4:3           | Партизан Челинац      |

Група Посавина
| Бр. ут. | Домаћин           | Резултат | Гост     |
| ------- | ----------------- | -------- | -------- |
| 1       | Слога Добој       | 3:2; 5:0 | Модрича  |
| 2       | Полет Српски Брод | —        | слободан |

Група Семберија Бирач
| Бр. ут. | Домаћин                | Резултат | Гост                |
| ------- | ---------------------- | -------- | ------------------- |
| 1       | Јединство Бродац       | 2:4      | Напредак Доњи Шепак |
| 2       | Младост Велика Обарска | 1:0      | Радник Бијељина     |
| 3       | Пролетер Дворови       | 2:0; ?   | Дрина Зворник       |
| 4       | Јединство Брчко        | 2:0; ?   | Колектив Међаши     |
| 5       | Рудар Угљевик          | ? ; ?    | 4. август Милићи    |

Група Сарајевско−романијска
| Бр. ут. | Домаћин                    | Резултат       | Гост                    |
| ------- | -------------------------- | -------------- | ----------------------- |
| 1       | Жељезничар Српско Сарајево | 2:1            | Романија Пале           |
| 2       | Борац Чекрчићи             | 4:2            | Бојник Српско Сарајево  |
| 3       | Слога Илијаш               | 0:1            | Омладинац Доглоди       |
| 4       | Рудо                       | ? ; ?          | Слобода Љубинићи        |
| 5       | Гласинац Соколац           | 4:0            | Радник Хаџићи           |
| 6       | Младост Рогатица           | 5:1            | Подграб                 |
| 7       | Озрен Семизовац            | 2:2 (7:6 Пен.) | Славија Српско Сарајево |

Група Херцеговина
| Бр. ут. | Домаћин           | Резултат        | Гост          |
| ------- | ----------------- | --------------- | ------------- |
| 1       | Херцеговац Билећа | 2:0; 0:2 (Пен.) | Сутјеска Фоча |
| 2       | Младост Гацко     | —               | слободан      |

### 3. коло
| Бр. ут. | Домаћин              | Резултат               | Гост                       |
| ------- | -------------------- | ---------------------- | -------------------------- |
| 1       | Полет Српски Брод    | 3:0; 0:0 укупно 3:0 пф | Прогрес Кнежево            |
| 2       | Рудар Приједор       | 5:0; 1:1 укупно 6:1    | Напредак Доњи Шепак        |
| 3       | Омладинац Доглоди    | 0:1; 0:0 укупно 0:1    | Жељезничар Српско Сарајево |
| 4       | Боксит Милићи        | 0:0; 0:0 (Пен.)        | Младост Велика Обарска     |
| 5       | БСК Бања Лука        | 0:0; 0:4 укупно 0:4    | Гласинац Соколац           |
| 6       | Дрина Зворник        | 0:0; 2:1 укупно 2:1    | Борац Бања Лука            |
| 7       | Јединство Брчко      | 3:0; 0:4 укупно 3:4    | Козара Градишка            |
| 8       | Козара Доњи Орловци  | 2:0; 0:1 укупно 2:1    | Козара Градишка            |
| 9       | Крајина Бања Лука    | 1:2; 0:0 укупно 1:2    | Слобода Нови Град          |
| 10      | Подгрмеч Сански Мост | 2:2; 0:1 укупно 2:3    | Шатор Гламоч               |
| 11      | Рудо                 | 2:2; ?                 | Младост Гацко              |
| 12      | Младост Рогатица     | 5:0; ?                 | Борац Чекрчићи             |
| 13      | Напријед Бања Лука   | 3:0; 3:0 пф            | Сутјеска Фоча              |
| 14      | Слога Добој          | 3:0; 3:0 пф            | Озрен Семизовац            |

### 4. коло
| Бр. ут. | Домаћин                    | Резултат                  | Гост                   |
| ------- | -------------------------- | ------------------------- | ---------------------- |
| 1       | Козара Градишка            | 3:0; 0:0 пф               | Младост Велика Обарска |
| 2       | Дрина Зворник              | 1:0; 1:2 укупно 2:2 (пгг) | Рудар Приједор         |
| 3       | Жељезничар Српско Сарајево | 1:2; ?                    | Шатор Гламоч           |
| 4       | Гласинац Соколац           | 2:0; 0:3 пф               | Слобода Нови Град      |
| 5       | Козара Доњи Орловци        | 3:2; 0:4 укупно 3:6       | Напријед Бања Лука     |
| 6       | Младост Гацко              | 1:0; 0:6 укупно 1:6       | Слога Добој            |
| 7       | Младост Рогатица           | 1:2; 2:4 укупно 3:6       | Полет Српски Брод      |

### Четвртфинале
| Утак. | Клуб, Место         | Укупан резултат | Клуб, Место        | 1. утакмица | 2. утакмица |
| ----- | ------------------- | --------------- | ------------------ | ----------- | ----------- |
| 1.    | Шатор, Гламоч       | 4:2             | Дрина, Зворник     | 3:0         | 1:2         |
| 2.    | Полет, Српски Брод  | 3:2             | Слобода, Нови Град | 2:1         | 1:1         |
| 3.    | Напријед, Бања Лука | 3:6             | Слога, Добој       | 1:4         | 2:2         |
| 4.    | Козара Градишка     | —               | слободна           | —           | —           |

### Полуфинале
| Утак. | Клуб, Место     | Укупан резултат | Клуб, Место        | 1. утакмица | 2. утакмица |
| ----- | --------------- | --------------- | ------------------ | ----------- | ----------- |
| 1.    | Козара Градишка | 1:1 (6:5 Пен.)  | Полет, Српски Брод | 1:0         | 0:1         |
| 2.    | Шатор, Гламоч   | 3:4             | Слога, Добој       | 1:3         | 2:1         |

## Финале
26. јун 1994. Градски стадион, Бања Лука, гледалаца:5.000
| Клуб, Место     | Резултат       | Клуб, Место  |
| --------------- | -------------- | ------------ |
| Козара Градишка | 0:0 (7:6 Пен.) | Слога, Добој |

| Победник Купа Републике Српске у фудбалу 1993/94. |
| ------------------------------------------------- |
| Козара Градишка 1. титула                         |